# Oficina Central d'Estadístiques de Palestina
L'Oficina Central d'Estadístiques de Palestina, PCBS (àrab: الجهاز المركزي للإحصاء الفلسطيني, al-Jihāz al-Markazī li-Iḥṣāʾ al-Falasṭīnī) és l'organització nacional encarregada de les estadístiques de Palestina. Va ser establerta sota els auspicis del gabinet de l'Autoritat Nacional Palestina, i des de desembre de 2012 el seu funcionament queda oficialment sota l'autoritat de l'Estat de Palestina. És una institució independent que subministra dades al govern palestí, a organitzacions no governamentals i a organitzacions privades, així com a centres de recerca i a universitats.

## Història
La autoritat es va establir després dels Acords d'Oslo de 1993, per decisió del Comitè Executiu de Palestina. En l'estiu de 1995 va realitzar una primera enquesta demogràfica a Cisjordània i la Franja de Gaza, The Demographic Survey of the West Bank and Gaza Strip, a partir d'una mostra de 17.000 llars palestines. L'estudi va proporcionar valuosos indicadors demogràfics al jove govern palestí, en una època en què no existia informació fiable sobre el tema. El projecte es va dur a terme amb el finançament de la Unió Europea i el suport tècnic i logístic de l'Institut per als Estudis Internacionals Aplicats FAFO (FAFO Institute for Applied International Studies) de Noruega.
El primer cens complet de la població de Cisjordània i de la Franja de Gaza es va fer en 1997.
Al juny de 2000, el seu funcionament i les eines utilitzades per recollir i analitzar les dades estadístiques van ser definides en la llei General Statistics Law – 2000, en concordança amb lleis similars aplicades en països desenvolupats. Els censos de població es realitzen cada 10 anys (l'últim va ser en 2007) i cada any PCBS publica anuaris estadístics per a tota Palestina i per a cada província, disponibles a la seva pàgina web en anglès i en àrab.
Malgrat la considerable obstrucció israeliana, la PCBS va ser capaç d'organitzar el registre de votants per a leseleccions generals palestines de 1996.
A més de proporcionar estadístiques sobre l'índex de preus i altres qüestions com a qualsevol país, la PCBS també proporciona estadístiques adaptades a les qüestions particulars a les que s'enfronten els ciutadans palestins a Cisjordània i la Franja de Gaza, com una enquesta en l'any 2003 sobre l'impacte que ha tingut la tanca de separació.

## Presidents
- Dr. Hasan Abu Libdeh (1993-2005)
- Dr. Luay Shabeneh (2005-2010)
- Ona Awad (2011-present)